# Flip i Flap: Brat diabła
Flip i Flap: Brat diabła (ang. The Devil's Brother) – amerykański film komediowy z 1933. W rolach głównych wystąpili Flip i Flap, czyli Oliver Hardy i Stan Laurel – popularny duet aktorski tego okresu. Film bazuje na operetce Daniela Aubera pt. Fra Diavolo opowiadającej o słynnym włoskim bandycie Fra Diavolo.
Film był też wyświetlany w Polsce pod alternatywnym tytułem Brat diabeł.

## Fabuła
Północne Włochy, przełom XVIII i XIX wieku. Kraj jest terroryzowany przez bandytów. Jednym z ich hersztów jest Fra Diavolo, który w przebraniu eleganckiego Markiza De San Marco, przenikał w środowisko bogaczy, okradał arystokratów i uwodził piękne arystokratki. 
Flip i Flap również decydują się zostać nieustraszonymi rabusiami podróżnych. Przypadkowo spotykają właśnie Fra Diavolo, który zmierza do Lorda Rocburga, by go ograbić i by uwieść Lady Pamelę.

## Obsada
- Oliver Hardy - Ollio
- Stan Laurel - Stanlio
- Dennis King - Fra Diavolo/Marquis de San Marco
- Thelma Todd - Lady Pamela Rocburg
- Henry Armetta - Matteo
- Arthur Pierson - Lorenzo
- Lucile Browne - Zerlina
- James Finlayson - Lord Rocburg
- James C. Morton - Woodchopper
- Wilfred Lucas - Alessandro
- Nina Quartero - Rita
- Lane Chandler - porucznik
- Matt McHugh - Francesco